# Nouilles de charrette
Les nouilles de charrette (chinois simplifié : 车仔面 ; chinois traditionnel : 車仔麵 ; pinyin : chēzǎi miàn ; cantonais Jyutping : ce1zai2 min6ou ; cantonais Yale : chējái mihn ou cart noodles sont une spécialité de nouilles originaire de Hong Kong et Macao.

## Histoire
Ce plat tient son nom du fait qu'il était à l'origine vendu par des vendeurs ambulants équipés d'une charrette, pendant les années 1950, lors de l'arrivée d'une immigration venue de Chine continentale. C'était un plat peu cher et souvent à l'hygiène douteuse. À partir d'une certaine base, les clients pouvaient composer un plat copieux avec des boulettes de viande ou de poisson et une utilisation du porc de la couenne jusqu'aux intestins en passant par le sang. Une soixantaine d'aliments peuvent composer la garniture, mais tout le secret est dans la soupe : trop salée et graisseuse, elle a bien souvent donné l'impression qu'elle assoiffait les consommateurs.
Les autorités de Hong Kong ont banni les vendeurs ambulants mais certains des restaurants qui en vendent aujourd'hui sont les héritiers (2e ou 3e génération) de vendeurs qui n'avaient qu'une charrette pour vendre leurs nouilles. Pour eux, ce plat est la quintessence de Hong Kong car presque tous les autres furent importés.
Si les vendeurs à charrette ont disparu, le plat est resté et est devenu une icône culturelle.

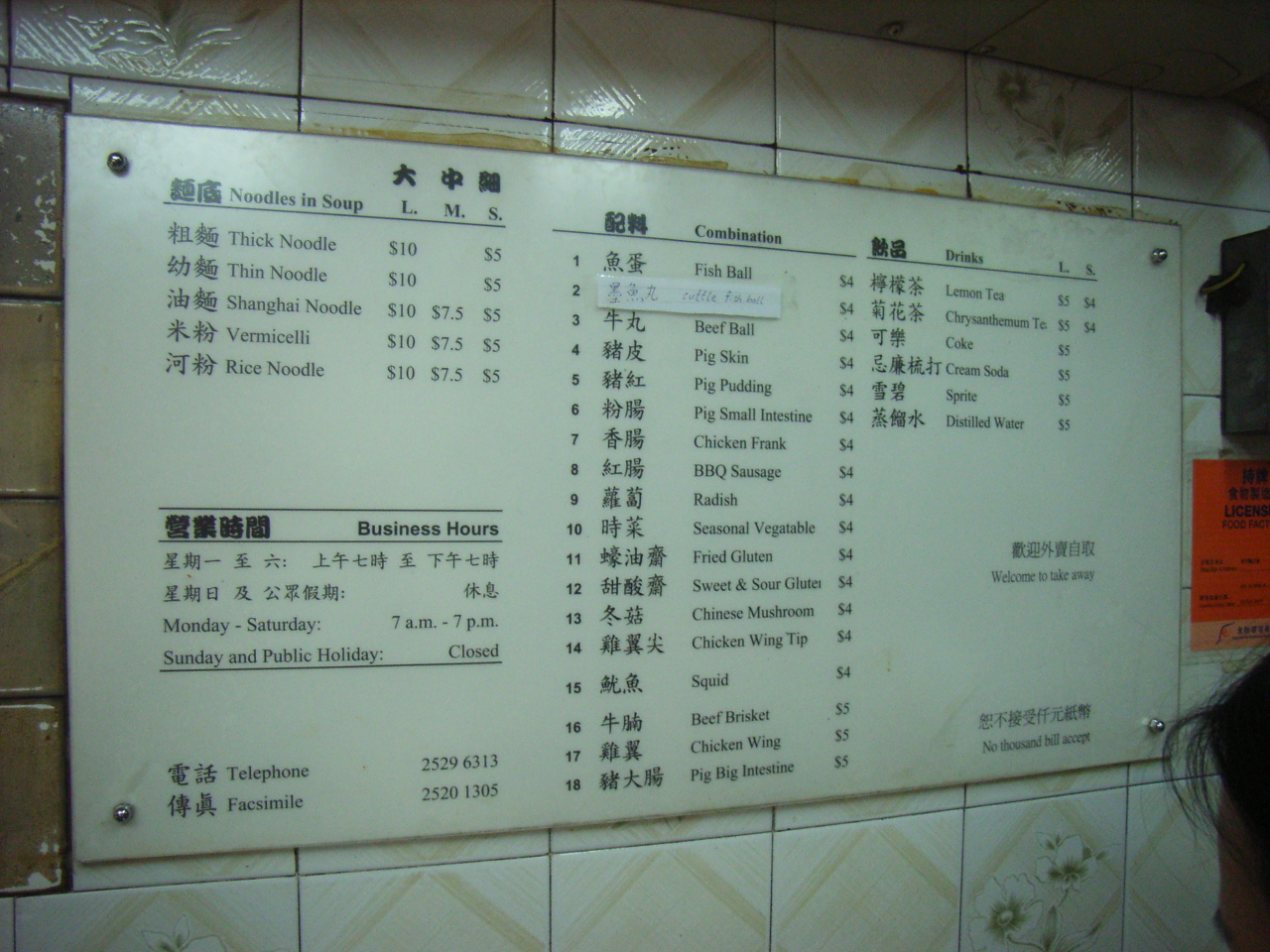
Un menu.
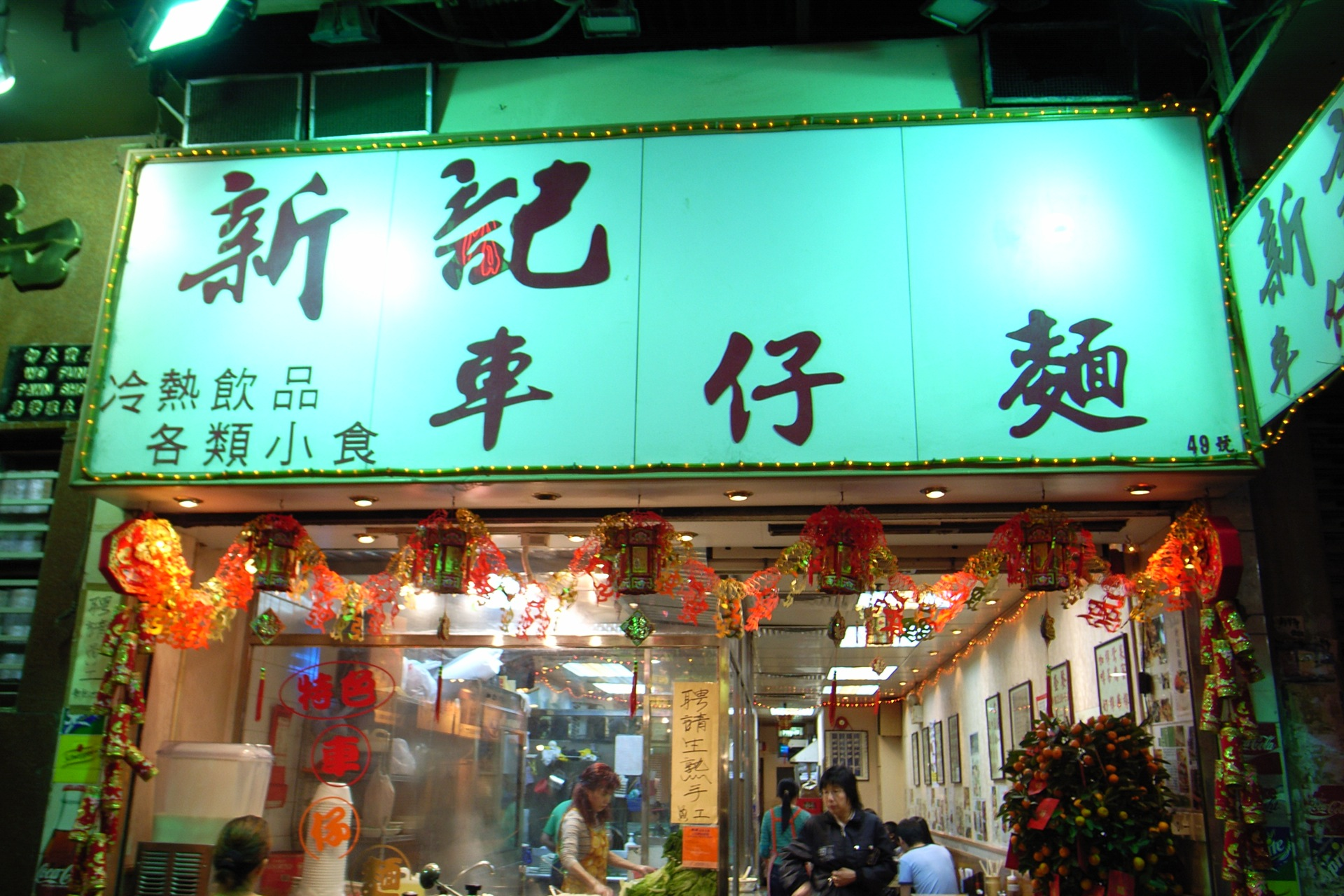
Restaurant hongkongais vendant des nouilles de charrette.
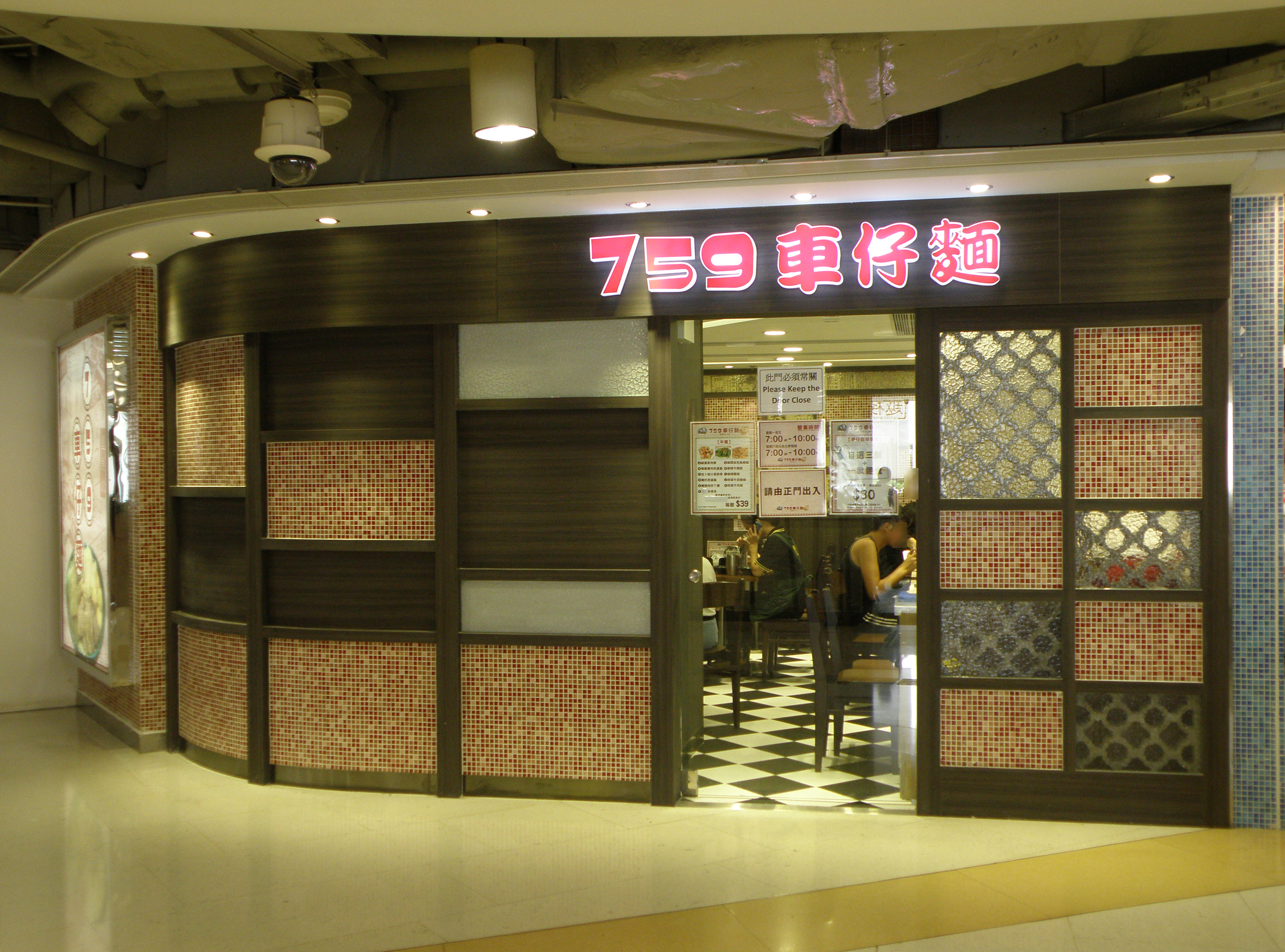
Échoppe vendant aujourd'hui des nouilles de charrette.

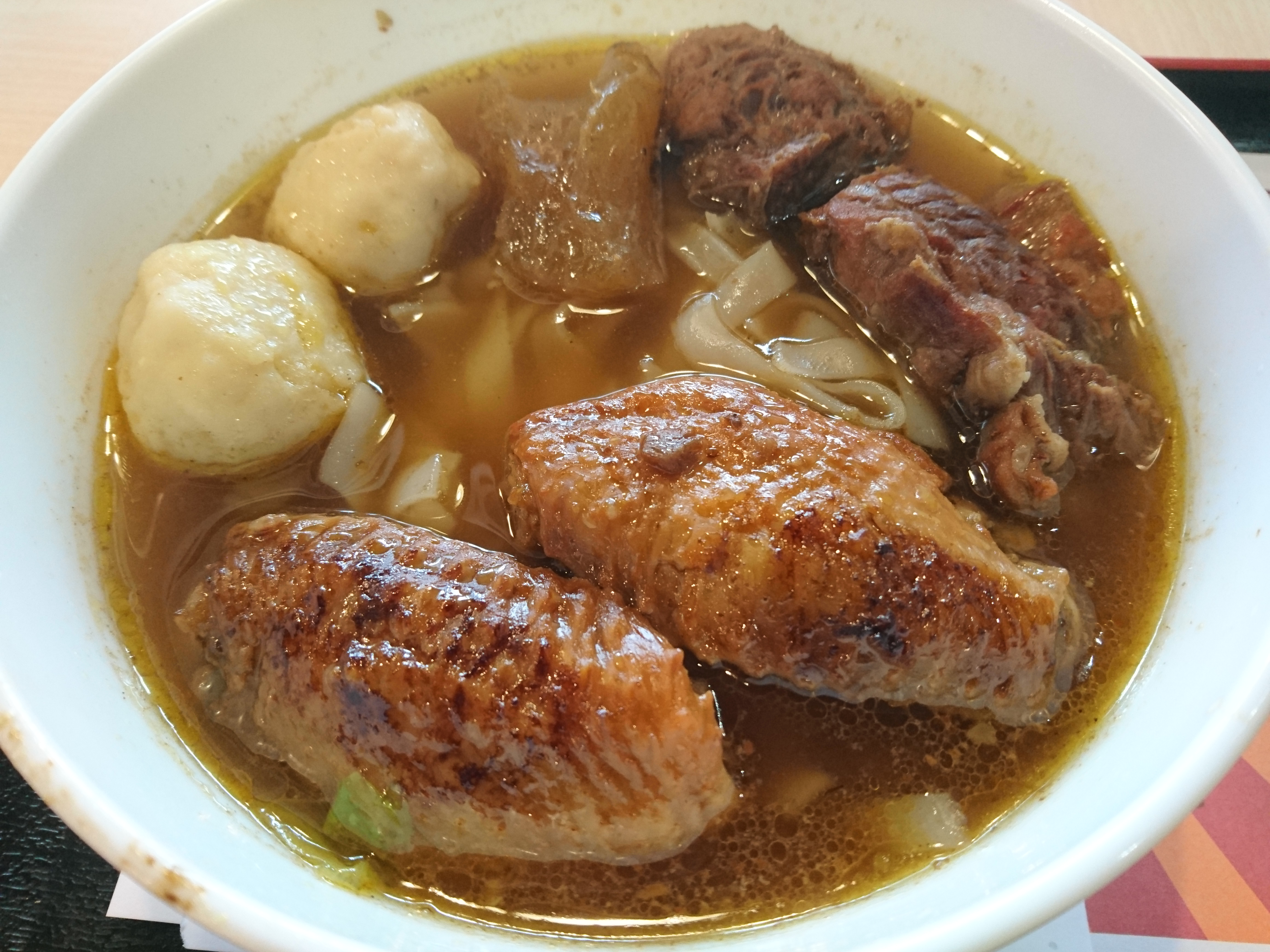
Nouilles de charrette avec des ailes de poulet, des boulettes de seiche et du bœuf.
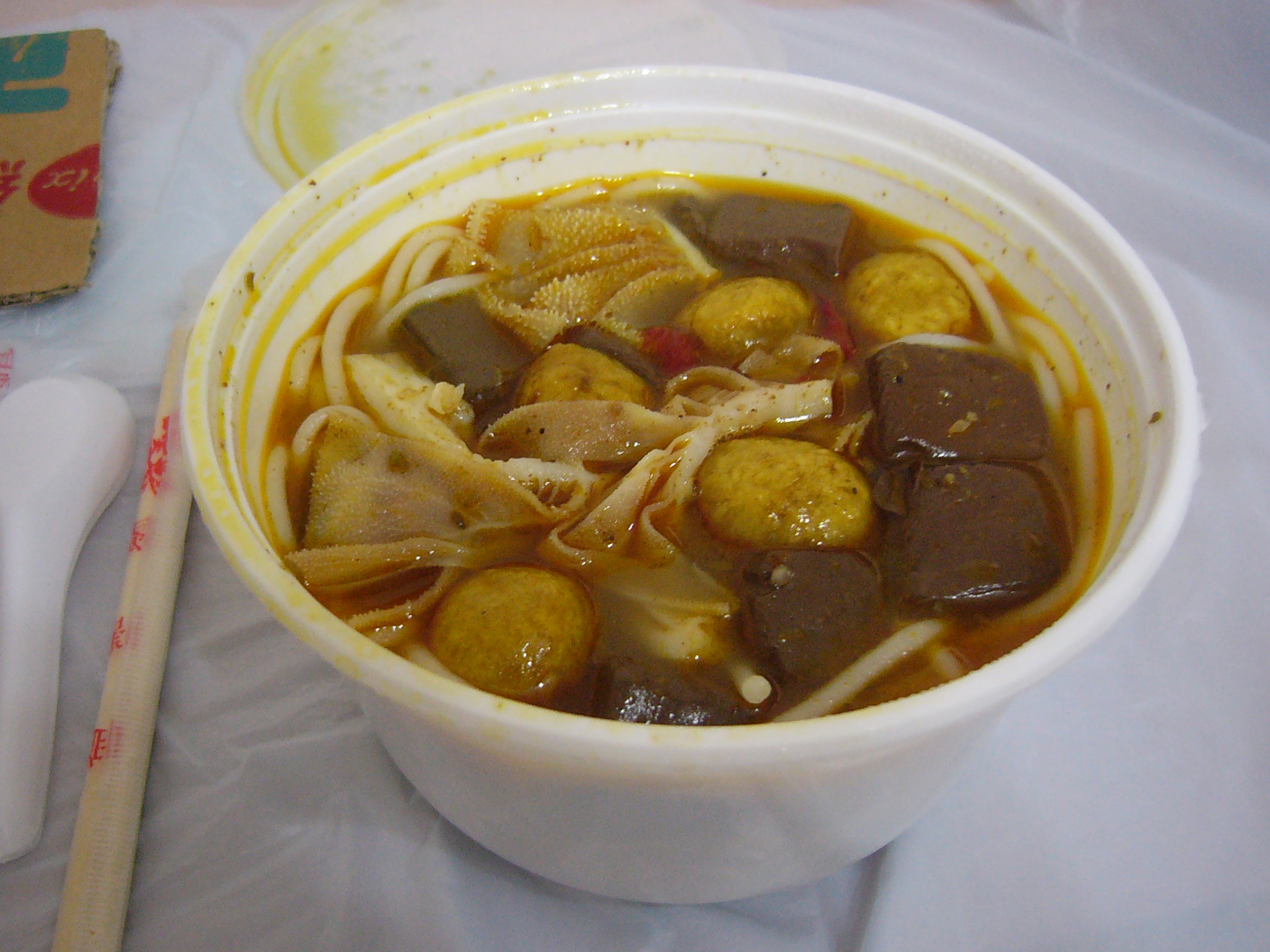
Nouilles de charrette au porc et au curry.
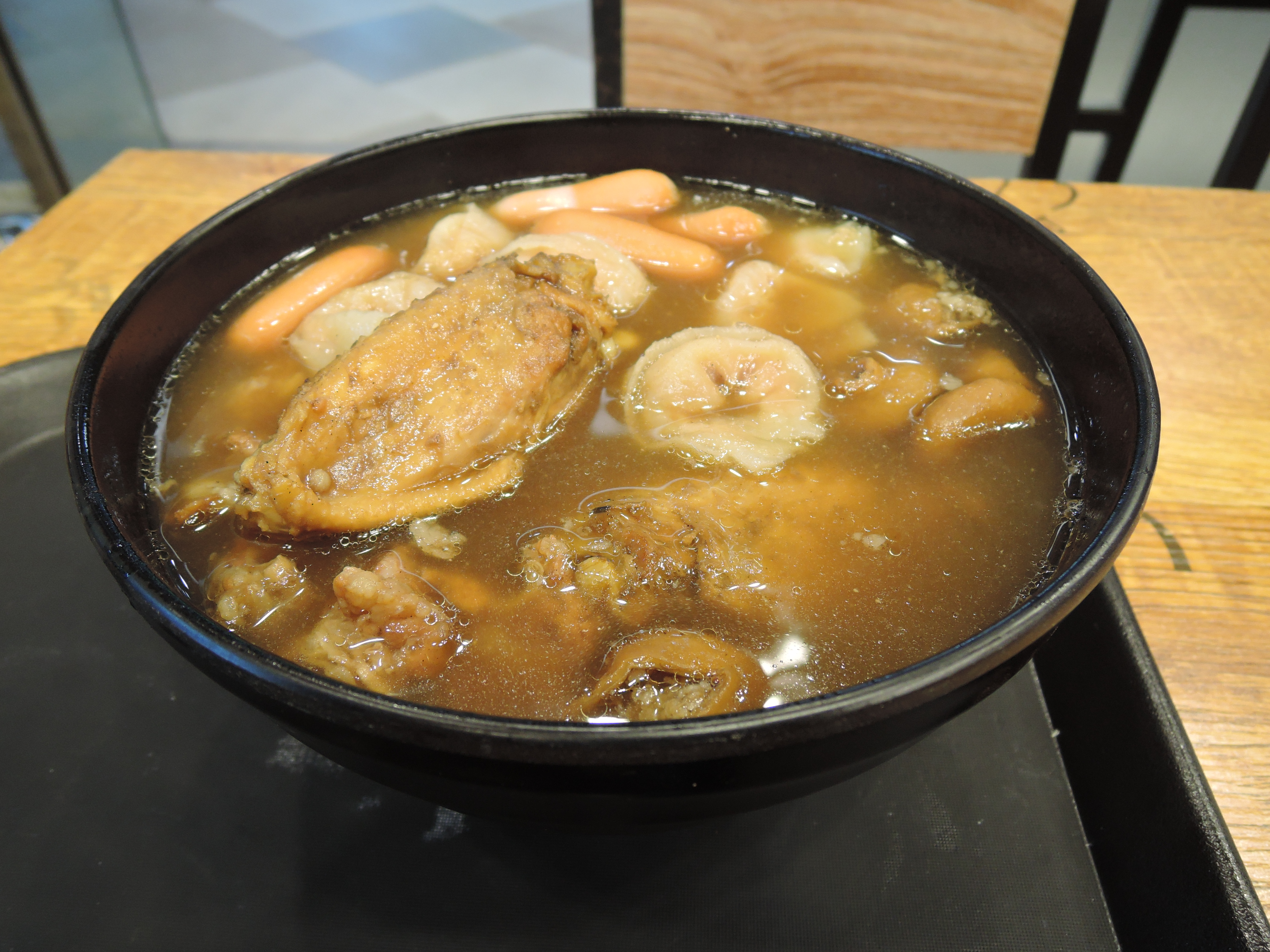
Nouilles de charrette vendues dans un centre commercial de Yuen Long.
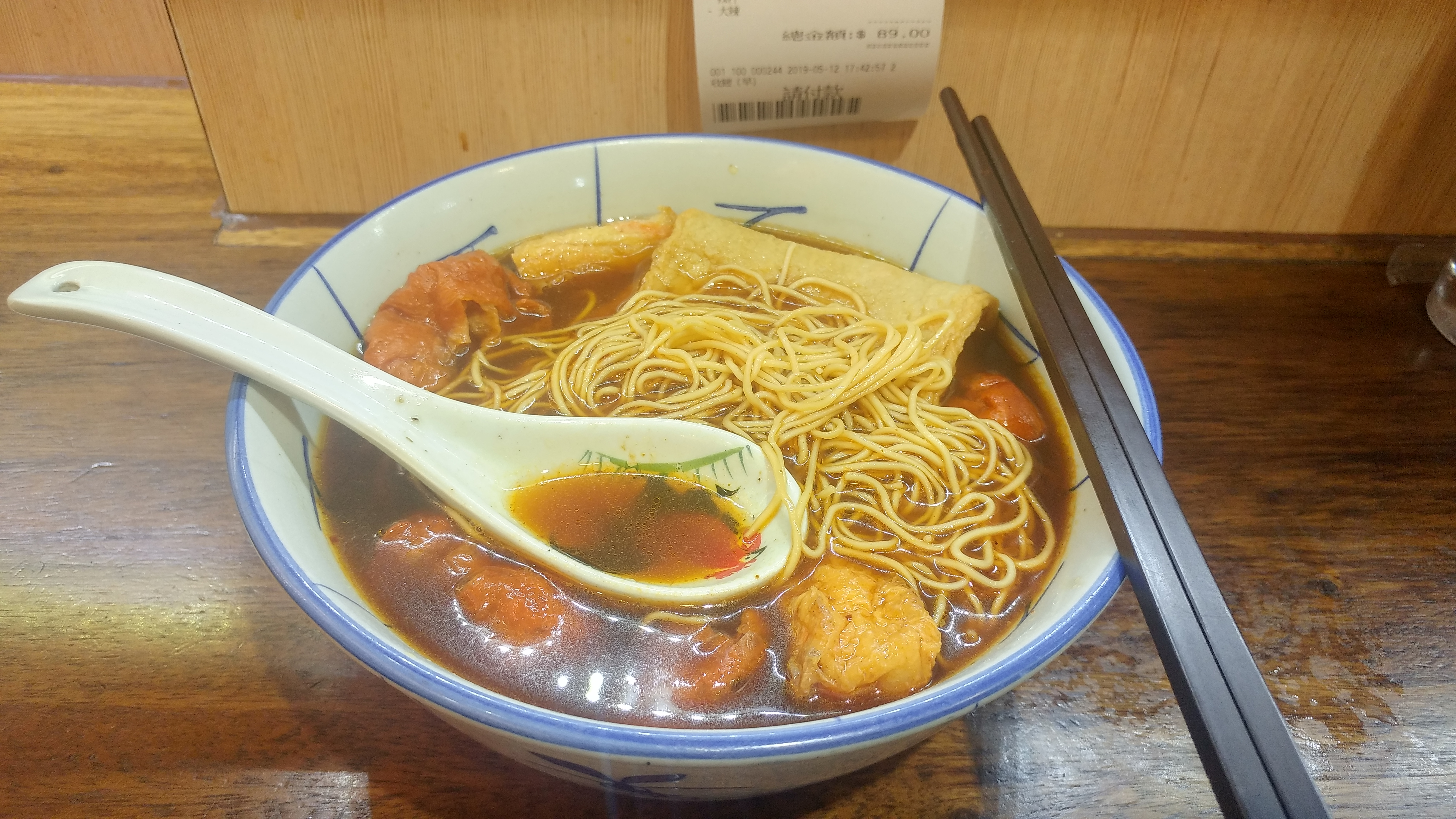
Nouilles de charrette vendues à Kowloon.